# Nemzeti bajnokság I 1907/1908
Sedmý ročník Nemzeti bajnokság I 1907/1908 (1. maďarské fotbalové ligy).
Turnaje se účastnilo již nově s devíti kluby, které byli v jedné skupině a hrály dvakrát každý s každým. Soutěž ovládl podruhé ve své klubové historii MTK Budapešť. Nejlepším střelcem se stal Gyula Vangel (21 branek), který hrál za Magyar AC.